# Gymnosporangium corniforme
Gymnosporangium corniforme är en svampart som beskrevs av Sawada 1928. Gymnosporangium corniforme ingår i släktet Gymnosporangium och familjen Pucciniaceae.   Inga underarter finns listade i Catalogue of Life.